# Lazar Lazarević
Lazar Lazarević  (Hotanj Hutovski, 28. prosinca 1838. – Mostar, 17. rujna 1919.) bio je prelat Katoličke Crkve koji je služio kao provikar Trebinjsko-mrkanske biskupije od 1867. do 1919. godine. Također, bio je upraviteljem u duhovnim pitanjima dviju hercegovačkih biskupija, od 1910. do 1912. godine. Bio je veliki zagovornik neovisnosti Trebinjsko-mrkanske biskupije od upravljanja iz susjednih biskupija.

## Životopis

### Djetinjstvo i školovanje
Lazar Lazarević rođen je 28. prosinca 1838. u Hotnju Hutovskom kod Neum, od oca Andrije i majke Anđe rođ. Šutalo. U to vrijeme Trebinjsko-mrkanskom biskupijom upravljaju dubrovački biskupi. Lazarević je osnovno obrazovanje stekao kod isusovačkih svećenika u Gracu kod Neuma. Dubrovački biskup Toma Jederlinić šalje Lazarevića na studij na Papinsko sveučilište Gregoriana u Rimu gdje boravi od 1853. do 1865. godine. Dana 2. travnja 1865., nakon završetka studija, zaređen je za svećenika Trebinjsko-mrkanske biskupije. Lazarević je najprije bio postavljen za kapelana svom stricu Nikoli Lazareviću, župnik u Dubravama. Godine 1867. postavljen je za župnika u Stocu i provikara trebinjsko-mrkanskog.
Godine 1872. Lazarević dovršava gradnju pučke škole, a 1873. godine postaje njezin upravitelj. Iste godine sagradio je kapelu na Pješivcu te je želio napraviti župnu crkvu. Tijekom ustanka kršćana protiv Osmanskog Carstva 1875. godine, osmanske vlasti su tražile od Lazarevića da pokuša smiriti katolike uključene u ustanak, ali nije uspio. Zbog straha se ipak vratio u svoju župu, ali je 1. srpnja 1875. otišao u Dubrovnik. U Dalmaciju su pobjegli i brojni drugi svećenici, zajedno s katoličkim stanovništvom. Brojne crkve i kuće su bile uništene. Situacija se popravila nakon austrougarskog oslobođenja 1878. godine te su se izbjeglice vratile svojim kućama. Crkve i škole su se obnavljale i gradile nove, čime se povećavao broj katolika. Po dolasku austrougarskih snaga, Lazarević je predvodio brojna slavlja diljem biskupije.

### Austrougarska uprava
Tijekom razgovora o ustrojstvu Crkve u Bosni i Hercegovini guverner Kraljevine Dalmacije general Gabrijel Rodić i dubrovački biskup Ivan Zaffron usprotivili su se ideji da se Trebinjsko-mrkanska biskupija izuzme od dubrovačkog biskupa, ali katoličko stanovništvo i kler htjeli su svog biskupa. Zaffron je kasnije podržao inicijativu i predložio apostolskog vikara Egipta biskupa Ljudevita Ćurčiju za novog trebinjsko-mrkanskog biskupa. Austrougarska vlada, međutim, nije mogla udovoljiti tim zahtjevima zbog financijskih obveza i obzira prema pravoslavcima. Vlast nije mogla dopustiti da katolici, kojih je bilo manje, imaju više biskupa nego pravoslavni pa su Konvencijom iz 1881. pristali da se Trebinjsko-mrkanska biskupija prepusti upravi dubrovačkog biskupa.
Trebinjsko-mrkanski katolici postali su frustrirani nedostatkom materijalne pomoći nove vlasti i neaktivnošću novog dubrovačkog biskupa Mate Vodopića. Buconjić je sustavno uzurpirao sjeverne i sjeveroistočne dijelove Trebinjsko-mrkanske biskupije za svoju Mostarsko-duvanjsku biskupiju. Prema buli „Ex hac augusta”, granice Mostarsko-duvanjske biskupije stizale su do Novog Pazara, dok je sjeverna granica između Mostarsko-duvanjske i Trebinjsko-mrkanske biskupije ostala nejasna.
Lazarević je pisao 11. lipnja 1887. Propagandi u Rimu tražeći ponovno imenovanje novog biskupa i zaštitu katolika od nove vlasti. Sredinom 1887. Lazarević je pisao i austrougarskoj vladi u Sarajevu o Buconjićevom prodoru u Trebinjsko-mrkansku biskupiju, ali njegova molba nije naišla na pozitivan odgovor. Lazarević je također upozorio Vodopića na njegove dužnosti apostolskog upravitelja, ali Vodopić je pokazao malo zanimanja.
Pročelnik Propagande kardinal Giovanni Simeoni zamolio je državnog tajnika kardinala Mariana Rampollu da pomogne u poboljšanju položaja katolika u Trebinjsko-mrkanskoj biskupiji. Rampolla je obavijestio papu o situaciji; papa je zatražio nove pregovore s austrougarskom vladom. Kardinal Luigi Galimberti, novi nuncij u Beču, započeo je pregovore s ministrom vanjskih poslova grofom Gustavom Kálnokyjem i pokazao mu Rampollino pismo. Kálnoky je o situaciji obavijestio ministra financija Benjamina Kállaya te je u lipnju 1888. Kállay je naredio istragu o pretenzijama Buconjića na Trebinjsko-mrkansku biskupiju. I Buconjićev prethodnik apostolski vikar Barišić zatražio je još 1846. da mu se podredi Trebinjsko-mrkanska biskupija.
Trebinjsko-mrkansko svećenstvo je 5. rujna 1888. ponovno zatražilo od nuncija Galimbertija novog biskupa i da biskup Buconjić poštuje granice Trebinjsko-mrkanske biskupije utvrđene bulom „Ex hac augusta” iz 1881. godine. Austrougarska vlada u Sarajevu i Zajedničko ministarstvo financija iznijeli su 17. lipnja 1889. Galimbertiju svoj prijedlog u kojem su predložili mostarsko-duvanjskom biskupu da upravlja Trebinjsko-mrkanskom biskupijom. Austrougarska vlada je također tražila da mostarsko-duvanjski biskup, iako samo apostolski upravitelj, ima redovitu nadležnost u Trebinjsko-mrkanskoj biskupiji i da može imenovati franjevce na svećeničke dužnosti. Kardinali Simeoni i Rampolla složili su se s prvim prijedlogom, ali su odbili ostale. Austrougarska vlada je obaviještena o svojoj odluci 23. rujna 1889. godine. Dana 16. lipnja 1890. Propaganda je dekretom odredila da će mostarsko-duvanjski biskup upravljati Trebinjsko-mrkanskom biskupijom, a papa je tu odluku potvrdio 8. srpnja iste godine. Novim dekretom Buconjićeva nadležnost proširena je na cijelu Hercegovinu.

### Generalni i kapitularni vikar
Godine 1899. Lazarevića kao župnika u Stocu zamijenio je don Vide Putica. Nakon što je Paškal Buconjić 1890. godine preuzeo upravu nad Trebinjsko-mrkanskom biskupijom, Lazarević se preselio u Mostar, gdje je obnašao dužnost savjetnika biskupa za Trebinjsko-mrkansku biskupiju. Godine 1907. Lazarević je imenovan generalnim vikarom dviju hercegovačkih biskupija.
Nakon Buconjićeve smrti, prema odredbama kanonskog prava, 19. prosinca 1910. metropolit nadbiskup Josip Stadler imenovao je Lazarevića upraviteljem u duhovnim pitanjima dviju hercegovačkih biskupija. Materijalnu skrb o biskupijama dobio je Glavaš, koji je svojim položajem dodatno obogatio Hercegovačku franjevačku provinciju. Franjevci su Lazarevićevo imenovanje kapitularnim vikarom vidjeli kao uvod u njegovo biskupsko imenovanje te su u tome vidjeli prijetnju svojim interesima.
Trebinjsko-mrkansko svećenstvo ponovo je tražilo svog biskupa i zatražilo imenovanje Lazarevića, a kasnije i Anđelka Glavinića, župnika u Trebinju. Nadbiskup Stadler je, međutim, želio na biskupsku službu imenovati vlastitog generalnog vikara Stjepana Hadrovića. Trebinjsko-mrkansko svećenstvo je to doživjelo kao izdaju i žestoko se suprotstavilo Stadlerovu planu. Provincijal Franjevačke provincije Bosne Srebrene, Alojzije Mišić, vladin kandidat za biskupsku dužnost, pisao je svom kolegi franjevcu i apostolskom upravitelju banjolučkom Marijanu Markoviću rekavši da mu je Vlada savjetovala da franjevci učine sve što je u njihovoj moći da zadrže biskupsko mjesto u Mostaru.
Nakon sukoba oko kandidata za biskupa u Mostaru, austrougarske vlasti su 5. siječnja 1912. po drugi put Rimu službeno predložile Mišića. Papa je prihvatio prijedlog, a car ga imenovao novim biskupom 14. veljače. Papa je Mišića proglasio novim biskupom 29. travnja 1912. godine.
Lazarević je umro u Mostaru 17. rujna 1919. godine i pokopan je ispred crkve u neumskom Gradcu.

### Knjige
- Pandžić, Bazilije. 2001. Hercegovački franjevci - sedam stoljeća s narodom. ZIRAL. Mostar-Zagreb.
- Perić, Marko. 1986. Život i rad mostarsko-duvanjskih i trebinjsko-mrkanskih biskupa u zadnjih 100 godina.   Babić, Petar; Zovkić, Mato (ur.). Katolička crkva u Bosni i Hercegovini u XIX i XX stoljeću: povijesno-teološki simpozij prigodom stogodišnjice ponovne uspostave redovite hijerarhije u Bosni i Hercegovini. Vrhbosanska visoka teološka škola. Sarajevo.
- Perić, Ratko. 2021. Kriste, budi im život Ti!. Crkva na kamenu. Mostar. ISBN 9789926838294
- Puljić, Ivica. 2004. Hrvati katolici donje Hercegovine i Istočna kriza - Hercegovački ustanak (1875.-1878.). Državni arhiv Dubrovnik-Zaklada Ruđer Bošković - Donja Hercegovina. Dubrovnik-Neum.

### Članci
- Nikić, Andrija. 2011. Čuvodržavnik-kustod Fra Paškal Buconjić (1874.–1879.) i oslobođenje Hercegovine (i Bosne) 1875.–1878. godine (PDF). Susreti. Matica hrvatska. Grude.  (5): 366–404
- Perić, Ratko. 2009. Imenovanje don Petra Čule mostarsko-duvanjskim biskupom (PDF). Službeni vjesnik biskupija Mostarsko-duvanjske i Trebinjsko-mrkanske. Biskupski ordinarijat Mostar. Mostar.  (1): 77–89
- Vrankić, Petar. 2016. Izbori i imenovanja biskupa u Hercegovini u doba austro-ugarske vladavine (1878. – 1918.) na primjeru biskupa fra Paškala Buconjića. Hercegovina. Filozofski fakultet Sveučilišta u Mostaru. Mostar. 2: 109–140
- Vrankić, Petar. 2018. Izbori i imenovanja biskupa u Hercegovini u doba austro-ugarske vladavine (1878. – 1918.) na primjeru biskupa fra Alojzija Mišića. Hercegovina. Filozofski fakultet Sveučilišta u Mostaru. Mostar. 4: 243–286

### Mrežne stranice
- O župi. Župa Stolac. Inačica izvorne stranice arhivirana 20. lipnja 2021. Pristupljeno 5. siječnja 2023.
- Ravno: pučanstvo kroz povijest. Službena stranica Biskupijâ Mostar-Duvno i Trebinje-Mrkan. Inačica izvorne stranice arhivirana 20. lipnja 2021. Pristupljeno 5. siječnja 2023.